# Sistema de Westminster

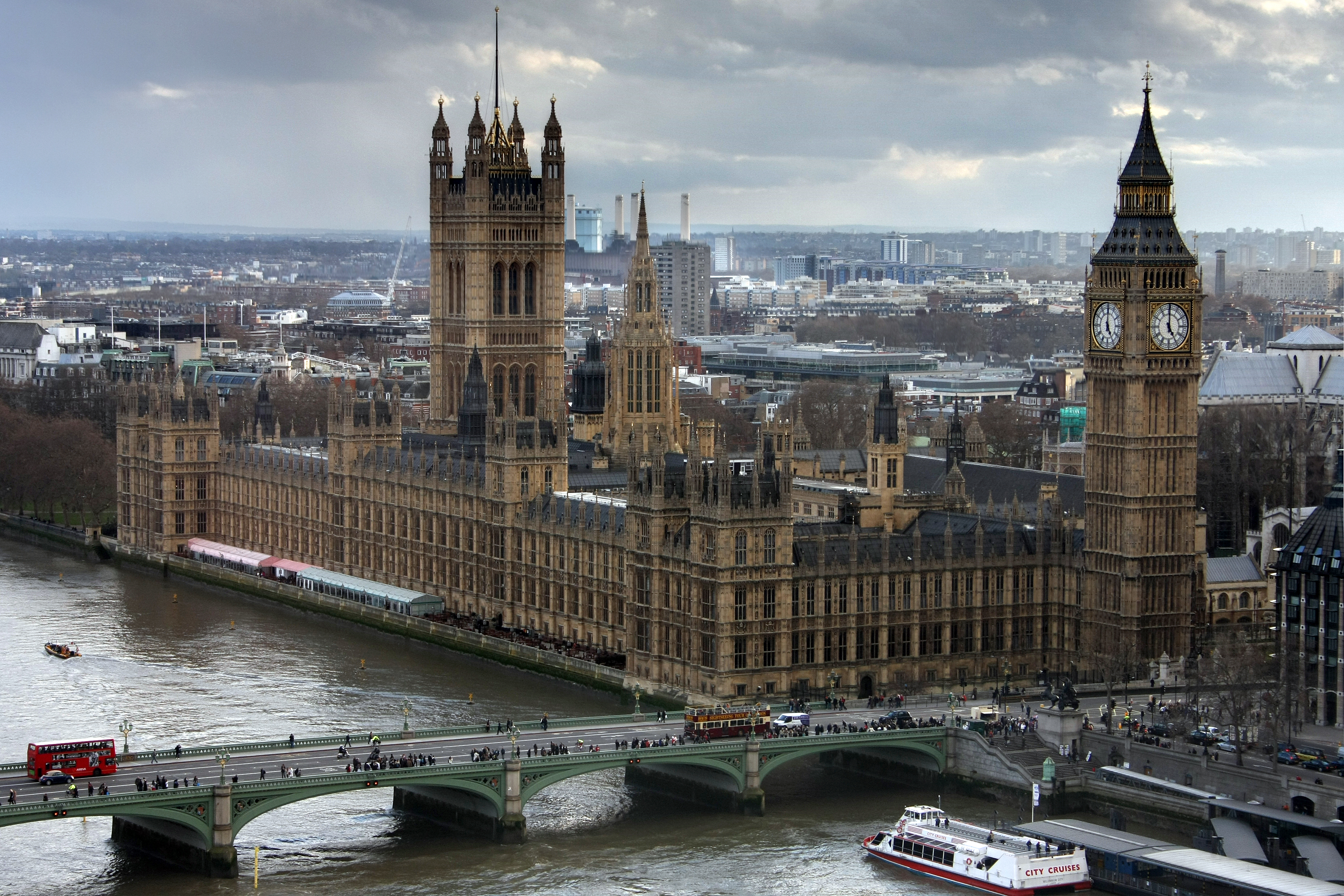
El Palau de Westminster, que ha donat el seu nom al sistema de Westminster

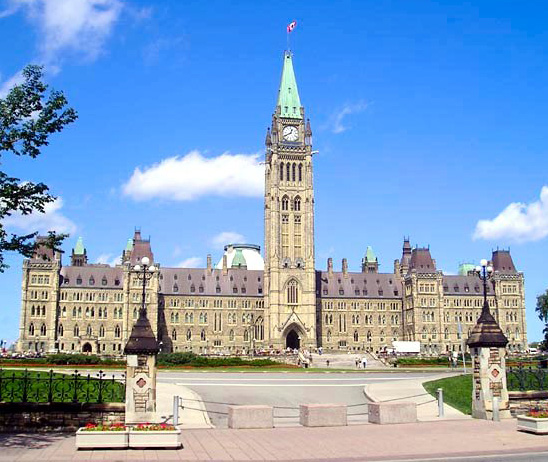
L'Edifici central del Parlament del Canadà

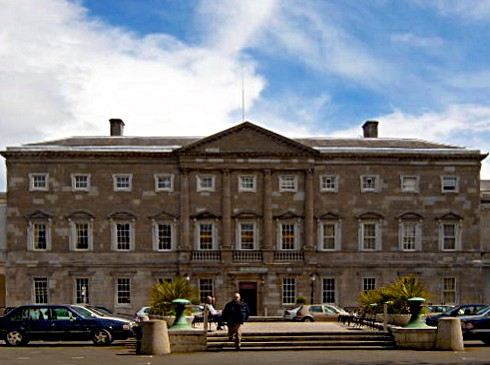
Leinster House, seu del Oireachtas, el parlament irlandès

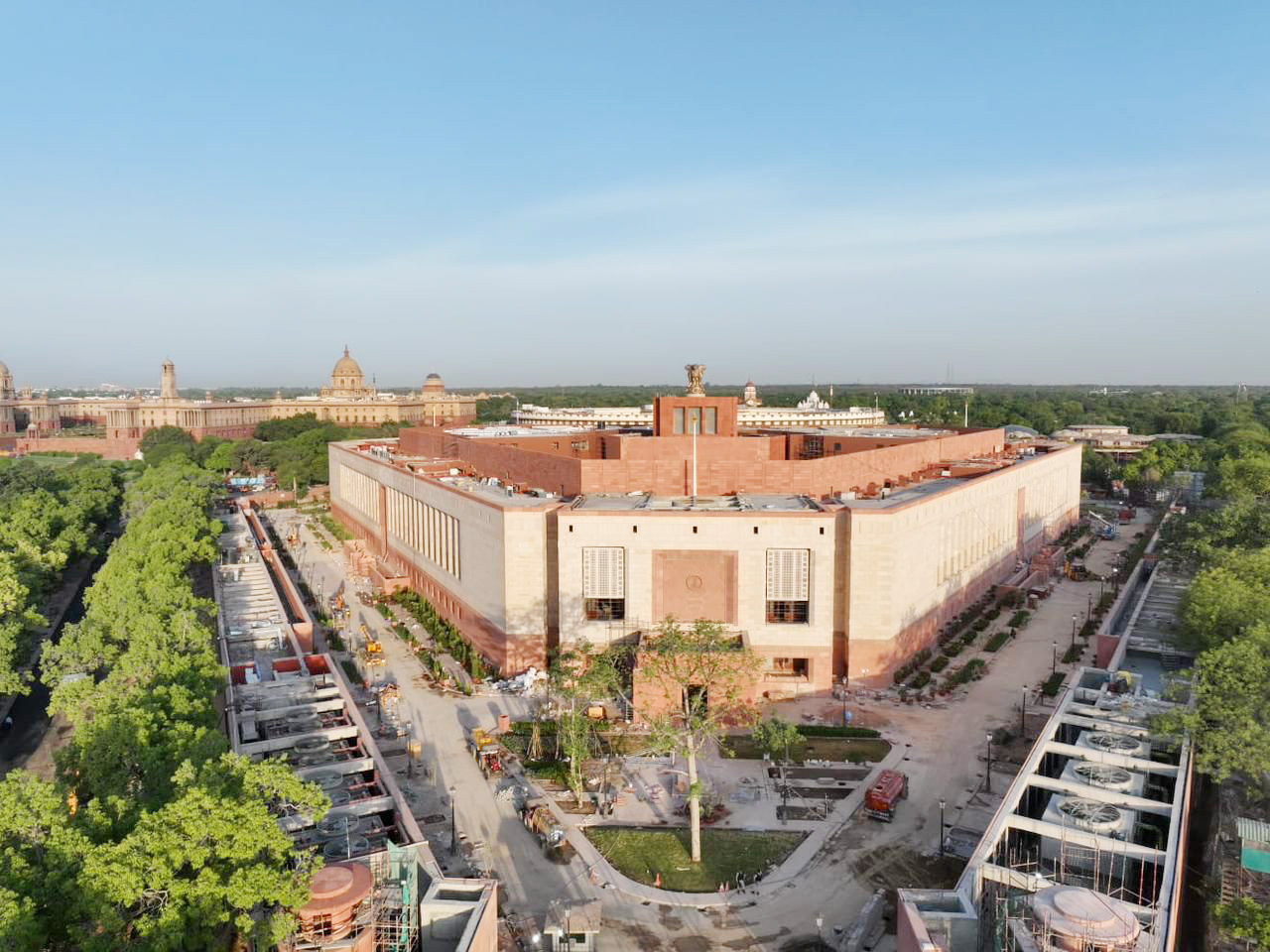
Sansad Bhavan, l'edifici del Parlament de l'Índia

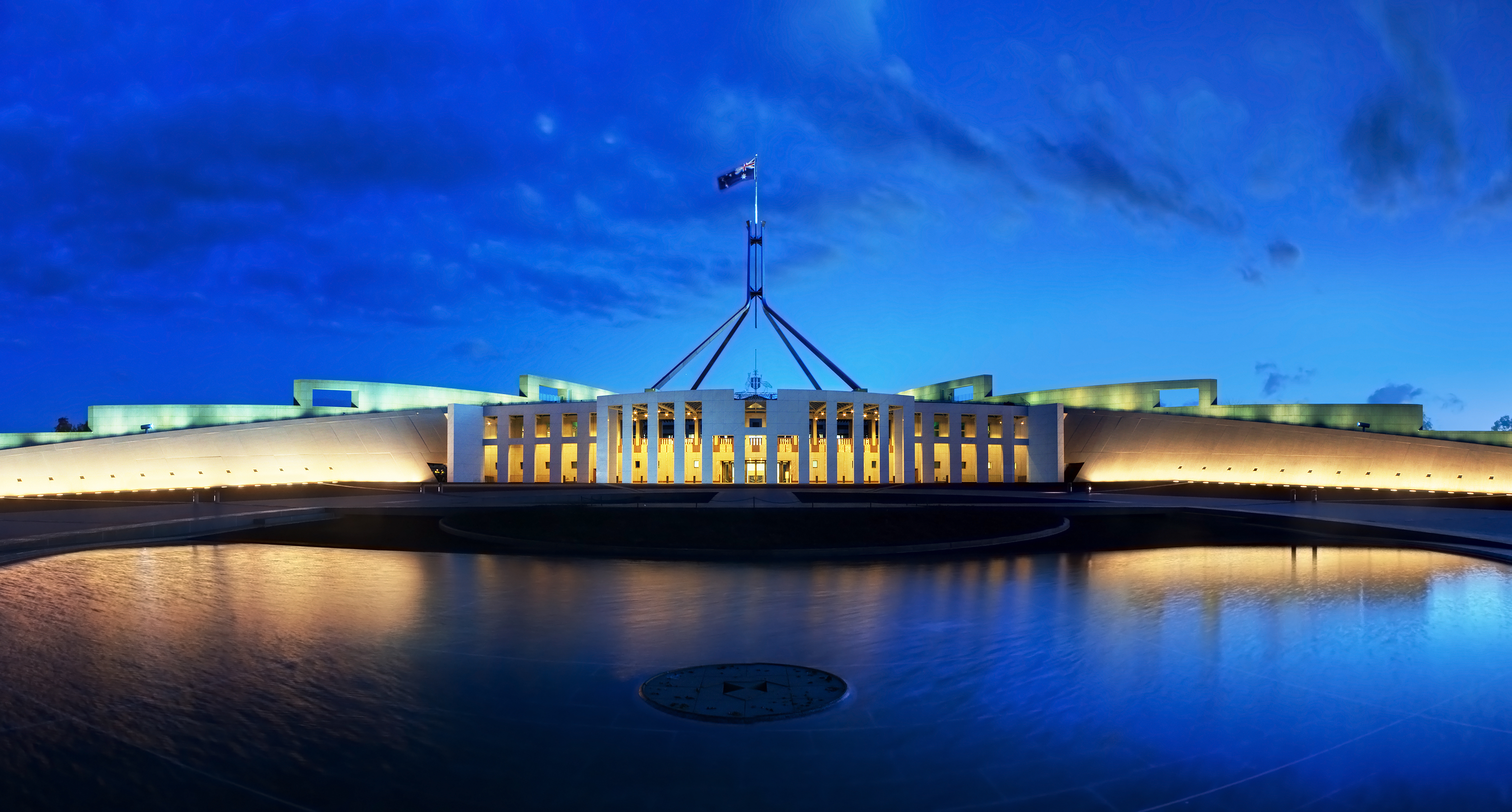
El Parlament d'Austràlia

El sistema de Westminster  és un sistema parlamentari de govern basat en l'existent al Regne Unit. Agafa el seu nom del Palau de Westminster, la seu del Parlament britànic.
És utilitzat en la majoria dels membres o antigament membres del Commonwealth, sobretot a les províncies canadenques a partir del mitjans del segle xix després pel mateix Canadà, Austràlia, l'Índia, Irlanda, Jamaica, Malàisia, Nova Zelanda, Malta així com en els Estats o províncies federats d'aquests països.
Existeixen altres sistemes parlamentaris, per exemple els del Sistema polític alemany o d'Itàlia, els procediments dels quals difereixen considerablement del sistema de Westminster.

## Principals característiques
Els principals elements del sistema de Westminster són els següents :
- El cap de l'Estat, diferent del cap del govern, és teòricament posseïdor del poder executiu i de «poders reservats», tanmateix, aquests poders són àmpliament limitats per convenció constitucional i no els exercita més que amb l'opinió del cap de govern.
- El govern està compost de ministres membres del parlament, els més importants es reuneixen al gabinet. El cap de govern, anomenat generalment Primer ministre, és designat pel cap de l'Estat però per convenció es tracta sempre del cap del partit capaç de disposar d'una majoria a la cambra baixa. Els altres ministres són designats pel cap de l'Estat segons l'opinió del Primer Ministre.
- El poder legislatiu és exercitat pel parlament, compost d'una o dues cambres i del cap de l'Estat; el paper del cap de l'Estat es limita tanmateix a donar la seva Sanció reial als projectes adoptats per les cambres, el dret de retractació i reserva és poc o no utilitzat. Els membres del parlament gaudeixen d'immunitat parlamentària, les discussions són publicades en el Hansard.
- El cap del principal partit d'oposició a la cambra baixa és el líder de l'oposició, el seu partit forma l'oposició oficial; designa un gabinet a l'ombra i gaudeix de privilegis particulars.
- La cambra baixa del parlament té la facultat de tombar el govern, ja sigui adoptant una moció de censura, ja sigui refusant una moció de confiança o negant-se a aprovar el pressupost.

Els països que utilitzen el sistema de Westminster poden ser monarquies, com el Regne Unit o Canadà o Austràlia on el Rei és representat per un governador general, o  repúbliques com l'Índia o Irlanda.
El cap de govern és anomenat Primer ministre (Prime minister) i, en els Estats o províncies federats, Premier, First Minister  o Chief Minister .
La majoria dels procediments del sistema de Westminster troben el seu origen en les convencions, pràctiques i precedents del Parlament del Regne Unit. Tanmateix, a diferència del Regne Unit, la majoria dels països que utilitzen el sistema de Westminster han codificat el sistema en una constitució escrita, fins i tot si les convencions no escrites continuen jugant un paper important en la mesura que les constitucions no detallen importants elements de procediment. Per exemple, la Constitució del Canadà o la d'Austràlia ni tan sols mencionen l'existència del gabinet o del primer ministre, ja que la seva existència i el seu paper són procedents d'una evolució progressiva i convencional del marc constitucional britànic.

## Funcionament

### Formació del govern, gabinet i responsabilitat ministerial
Després de les eleccions generals per la cambra baixa, el cap d'Estat designa el Primer Ministre. Als països que utilitzen l'escrutini uninominal majoritari en una volta, un partit pot aconseguir la majoria absoluta i, per convenció constitucional, el cap d'aquest partit és anomenat Primer Ministre. En els altres casos, es parla de parlament minoritari (hung parliament ): un partit pot intentar formar una coalició per tal d'obtenir una majoria o formar un govern minoritari. En tots els casos, el cap d'Estat ha de designar el cap de partit capaç d'obtenir la confiança de la cambra.
El Primer Ministre compon llavors el seu govern. Per convenció o per dret positiu, els ministres són tots membres del parlament, generalment de la cambra baixa. Són formalment designats pel cap d'Estat, però amb l'opinió del Primer Ministre. Es distingeix :
- els ministres més importants, membres del gabinet, que són generalment al capdavant d'un departament ministerial (porten el títol de Secretari d'Estat al Regne Unit, de ministre en un altre lloc);
- els altres ministres, generalment encarregats d'un àmbit polític particular sota la responsabilitat d'un ministre del gabinet (sovint anomenats Ministre d'Estat al Regne Unit)
- els Secretaris parlamentaris, encarregats d'ajudar o representar un ministre al si del parlament.

Els membres del gabinet són anomenats tots membres del consell privat (referit al Regne Unit) i al Consell privat de la Reina al Canadà) o del consell executiu (altres països). A l'origen al Regne Unit, aquest consell era l'òrgan encarregat d'aconsellar el monarca però les seves prerrogatives han estat progressivament passades al gabinet, que en constitueix un comitè.
El gabinet és així l'òrgan més important del poder executiu. A l'origen, el Primer Ministre no era més que Primus inter pares i les preses de decisions del gabinet es fan per consens. Tanmateix, aquests últims anys a certs països, la presa de decisió col·lectiva al si del gabinet ha perdut importància en benefici del poder del Primer Ministre i dels seus principals ministres fins i tot consellers.
El conjunt dels membres del gabinet és col·lectivament responsable de les decisions del govern, cosa que significa que han d'acceptar i donar suport públic siguin quines que siguin les seves opinions personals. Sent el govern responsable davant la cambra baixa del parlament, significa que si aquest retira la seva confiança, el conjunt dels membres del gabinet han de dimitir. Però els ministres són igualment responsables individualment dels seus actes i del ministeri del qual tenen la cartera - de vegades fins i tot si no tenen control directa sobre una decisió administrativa.

### Procediments legislatius
El parlament comprèn una o dues cambres i el cap d'Estat. En els sistemes bicameral, les dues cambres són :
- una cambra baixa escollida per sufragi universal directe, molt sovint segons l'escrutini uninominal en una volta;
- una cambra alta que pot ser designada (Cambra dels Lords, Senat del Canadà), escollida per les legislatures d'Estats federats (Rajya Sabha índia) o escollida per sufragi universal (Senat australià).

Les dues cambres tenen poders diferents segons els països: al Regne Unit, els poders de la Cambra dels Lords han estat considerablement reduïts al segle xx, mentre que a Austràlia, el Senat i la Cambra de representants d'Austràlia tenen els mateixos poders. Al Canadà, la Cambra de municipis del Canadà i el Senat tenen legalment els mateixos poders però, per convenció, el Senat no escollit bloqueja rarament els projectes de llei adoptats per la cambra baixa escollida. En tots els casos, els projectes de llei pressupostaris són sistemàticament examinats en principi per la cambra baixa.
Cada cambra escull un president anomenat Speaker  per a la cambra baix i Speaker, Chairperson  o President  per a la cambra alta. Posseeix poders importants per aplicar el reglament de la cambra i ha de ser d'una neutralitat total. A certs països, és normal que l'Speaker dimiteix del seu partit polític d'origen; els altres partits polítics no presenten llavors candidats enfront d'ell a les eleccions i és sistemàticament escollit de nou fins a la seva dimissió.
Una llei adoptada pel parlament és llavors sotmesa al cap d'Estat per a sanció reial.En aquest sentit, es considera el cap d'Estat com a part del parlament.
D'altra banda, els diputats (backbenchers) que no formen part del gabinet o del gabinet a l'ombra, disposen de poders variats segons els països. La disciplina de partit és controlada per diputats anomenats whips. Al Regne Unit, es distingeixen tres nivells de disciplina :
- una simple indicació de la línia del partit;
- una obligació de votar segons la línia del partit;
- una forta obligació de votar segons la línia del partit, per la qual un diputat pot ser exclòs del partit.[5]

Al Regne Unit, els diputats del partit al govern tendeixen tanmateix a apartar-se regularment de la línia del partit, amb risc de provocar la derrota d'un projecte de llei promogut pel Primer Ministre. Això es dona menys en altres països com el Canadà o Austràlia on la línia del partit és més estrictament respectada.

### Dissolució
El cap d'Estat conserva la possibilitat de dissoldre la cambra baixa del parlament en tot moment i de convocar eleccions generals. No exercita tanmateix aquesta facultat més que amb el consell del Primer Ministre.
Si un parlament és generalment escollit per cinc anys (tres a Austràlia o Nova Zelanda), és corrent que el Primer Ministre decideixi dissoldre abans el parlament: aquesta possibilitat li permet convocar eleccions en un període jutjat més oportú políticament. Tanmateix, aquests últims anys, alguns països han adoptat una legislació establint eleccions a data fixa per tal de posar igualtat entre el govern i l'oposició durant la campanya electoral.
En la majoria dels països que fan servir el sistema de Westminster, els partits polítics han adoptat un organigrama particular. Així, al costat del lloc de president de partit (chairperson), existeix un lloc de cap (líder ) que és el verdader dirigent polític del partit. El cap és en efecte el líder del grup parlamentari i és, amb aquest títol, el candidat del partit per ser Primer Ministre. Així, és convingut que, quan un partit escull un cap que no és ja diputat, un diputat d'una circumscripció jutjada segura per al partit dimiteix per tal de provocar una elecció parcial per permetre al cap entrar al parlament.

### Partits polítics
Històricament, el cap era escollit directament pels diputats del partit. Aquest sistema preval a Austràlia. Tanmateix, partits polítics han adoptat procediments més democràtics escollint el seu cap pel conjunt dels adherents del partit. És el cas dels principals Partits polítics canadencs. Al Regne Unit, alguns partits tenen un sistema mixt: el Partit laborista utilitza un sistema ponderat on els vots dels adherents, dels diputats i dels sindicats afiliats pesen per a un terç cadascun llavors que els diputats del Partit conservador preselecciona dos candidats que són llavors sotmesos al vot dels membres del partit.
Els caps no tenen generalment mandat fix: són escollits fins que dimiteixen o són objecte d'un vot de desconfiança al si del seu partit. El cap d'un partit d'oposició pot ser escollit diversos anys abans de la pròxima elecció. El cap del partit del govern és automàticament anomenat Primer Ministre la qual cosa significa que si el partit canvia de cap, aquest es converteix en Primer Ministre.
El cap del principal partit d'oposició és el líder de l'oposició. Amb aquest títol, designa els diputats del seu partit al si d'un gabinet a l'ombra encarregat de vigilar l'acció dels ministres del govern.

### Paper del cap d'Estat
En els textos, el cap d'Estat té de vegades amplis poders. Tanmateix, aquests són gairebé tots exercitats amb l'opinió del Primer Ministre, que fa del cap d'Estat - president, monarca o, als regnes de la Commonwealth, el governador general que representa el monarca - una funció simbòlica. El cap d'Estat no participa en els debats polítics i ha de continuar sent neutral.
El seu paper es limita generalment a 
- designar el Primer Ministre, aquest és sistemàticament el cap del partit que disposa d'una majoria a la cambra baixa;
- designar els ministres amb el consell del Primer Ministre;
- dissoldre la cambra baixa a petició del Primer Ministre;
- sancionar les lleis adoptades per les cambres del parlament, poder de retractació i reserva, que ja no és quasi utilitzat;

Pot passar que el cap d'Estat prengui decisions polèmiques pel que fa a decidir qui és el cap de partit que pot disposar d'una majoria en la cambra :
- l'assumpte King-Byng el 1926 al Canadà quan el governador general del Canadà es va negar de dissoldre el parlament a petició del Primer Ministre William Lyon Mackenzie King que era al capdavant d'un govern minoritari
- la crisi constitucional australiana de 1975 quan el governador general d'Austràlia va retornar el Primer Ministre Gough Whitlam després del bloqueig de la llei de finances al Senat australià i va nomenar el líder de l'oposició Malcolm Fraser al capdavant del govern.

Aquestes dues crisis es van resoldre amb la convocatòria d'eleccions generals.

## Cerimonial

### Sala de les sessions
Sobre el model de la Cambra dels Comuns del Regne Unit, la sala de les sessions d'un parlament del sistema Westminster és sovint condicionada en una sala rectangular amb el lloc de qui parla en un extrem i les rengleres de cadire a cadascun dels costats, de tal manera que dues sèries de rengleres estiguin cara a cara: el govern es col·loca llavors a la dreta de qui parla i l'oposició a l'esquerra. En el sòl de la cambra, es troben dibuixades dues línies paral·leles cadascuna situada de cara a les grades de la majoria i de l'oposició, que els seus membres només poden traspassar quan surten de la cambra. La distància entre aquestes dues línies correspondria a la longitud de dues espases per tal d'evitar enfrontaments físics.
El president porta habitualment un vestit negre, i a certs països, una perruca. Davant d'ell, es troba una taula reservada als secretaris. Aquesta, designada amb el nom de «Table of the Mace » («Taula de la Massa»), és dita així perquè una massa d'armes cerimonial, simbolitzant el poder reial, hi és posada quan la cambra és reunida en sessió. Quan no ho és o quan qui parla no ha estat elegit, la massa és posada sota la taula.
Algunes cambres no respecten tanmateix aquest agençament :
- les rengleres de les cambres del Parlament d'Austràlia i del Dáil Éireann s'uneixen en les seves extremitats per formar un hemicicle allargat, i el govern es reuneix a la dreta i l'oposició a l'esquerra;
- les cambres del Parlament indi i el Parlament escocès es reuneixen en hemicicle; a Escòcia, els diputats del govern són col·locats en el centre de l'hemicicle;
- l'Assemblea nacional del país de Gal·les seu en cercle;
- en la Cambra d'Assemblea de Terranova i Labrador, el govern seu a l'esquerra i l'oposició a la dreta.

Majoritàriament, la cambra baixa és decorada de verd i la cambra alta de vermell.

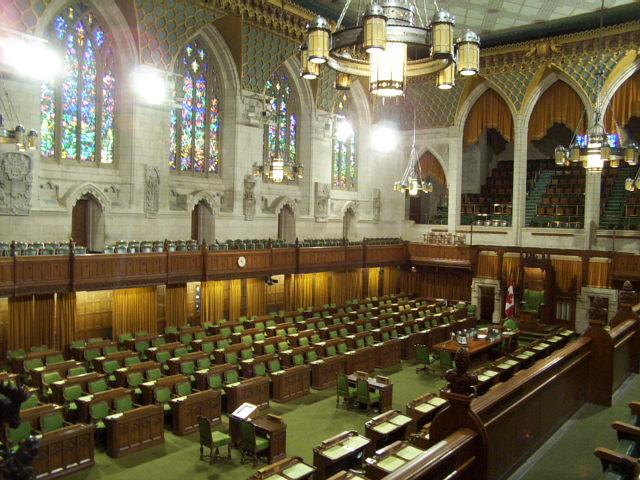
Cambra dels comuns del Canadà
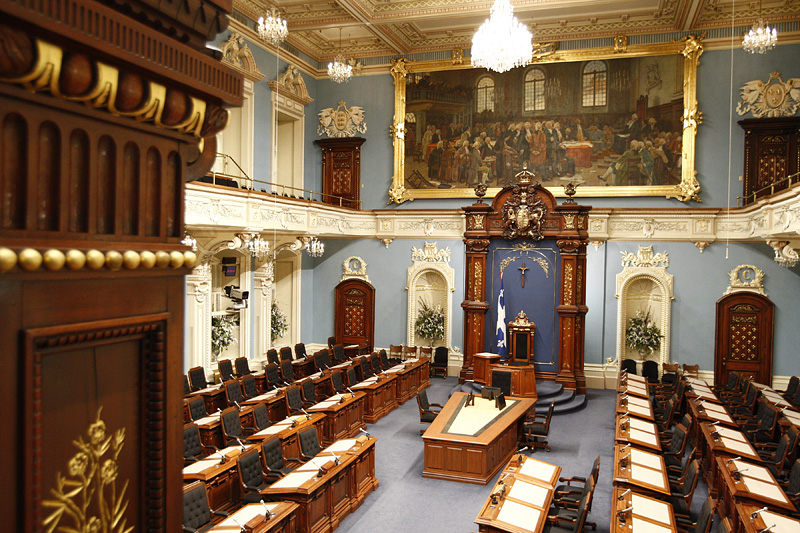
L'Assemblea nacional del Quebec
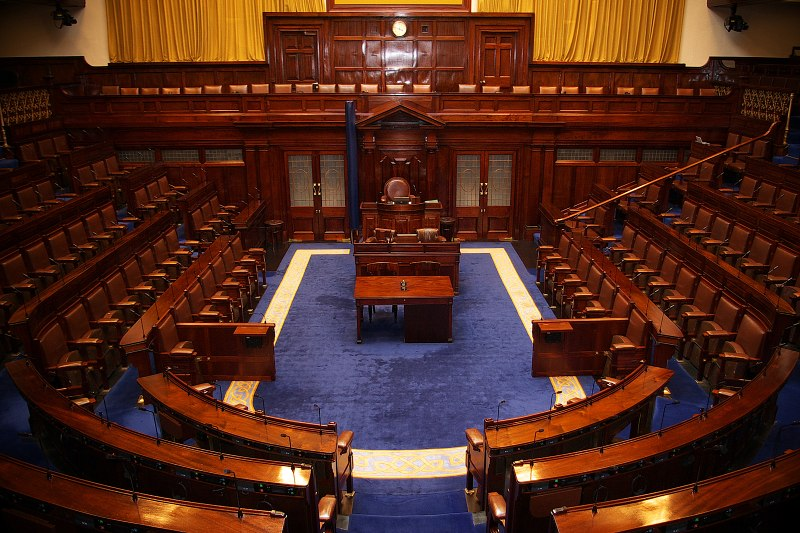
El Dáil Éireann
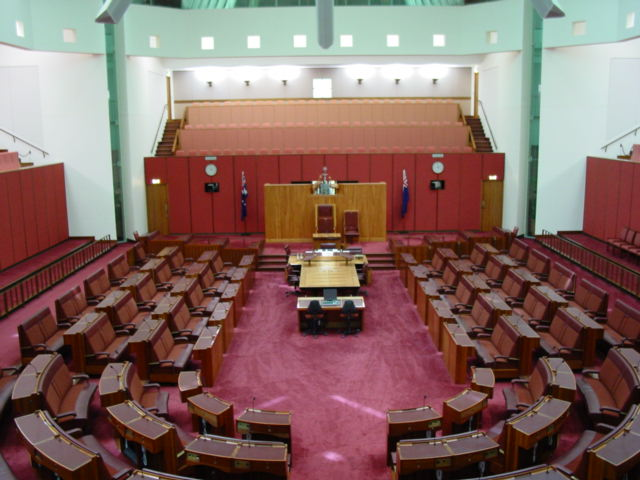
El senat australià
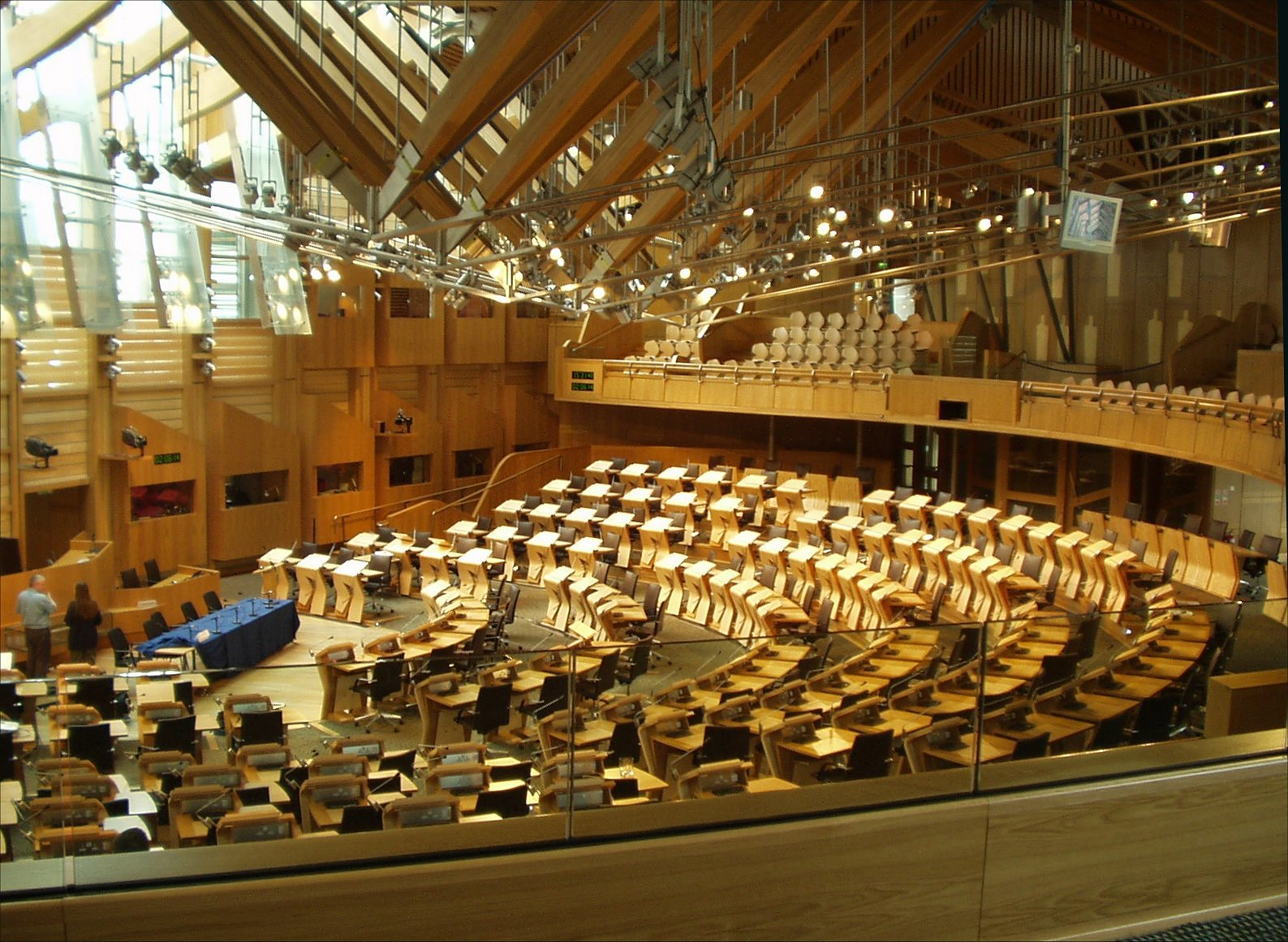
El Parlament escocès
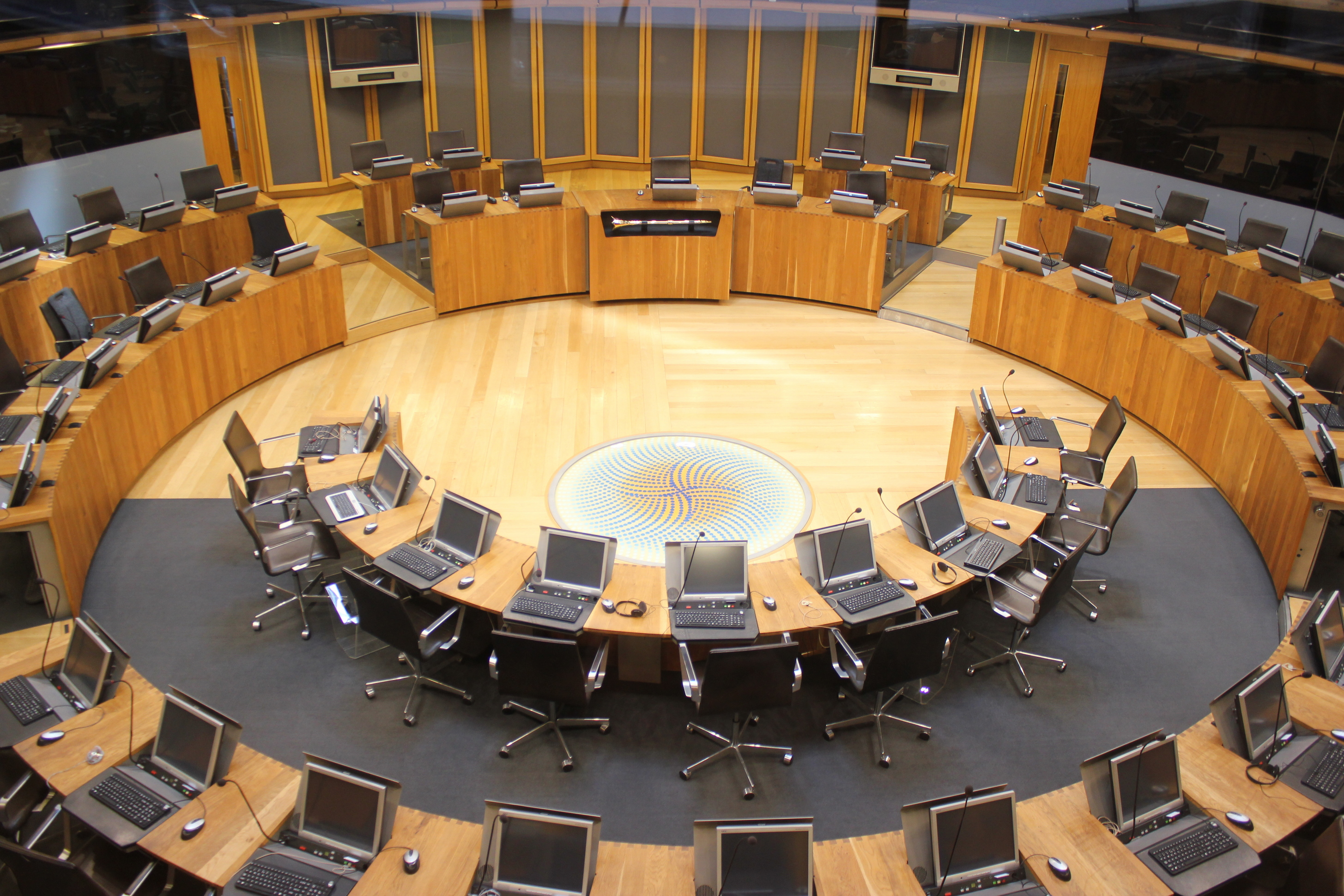
L'Assemblea nacional del país de Gal·les

### Obertura i discurs del cap d'Estat
Entre els cerimonials associats al sistema de Westminster es troba:
- la Cerimònia d'Obertura del Parlament (Regne Unit);
- el discurs del tron (o equivalent) durant el qual el cap de l'Estat pronuncia un discurs (escrit pel govern) a propòsit de les accions governamentals previstes per a l'any a venir.

## Països que fan servir el sistema de Westminster
- Austràlia
- Barbados
- Canadà
- Grenada
- Guyana
- Illes Cook
- Índia
- Irlanda
- Jamaica
- Malaisia
- Malta
- Nova Zelanda
- Regne Unit
- Singapur
- Sud-àfrica
- Trinitat i Tobago